# Кафедральный собор Висбю
Кафедральный собор Святой Марии в Висбю (швед. Visby S:ta Maria domkyrka) — главная церковь диоцеза Висбю Церкви Швеции, единственный сохранившийся и действующий средневековый собор в Висбю, на шведском острове Готланд, являющийся третьим старейшим сооружением в Висбю.

## История
Кафедральный собор Святой Марии в Висбю строился в Средние века. Строительство приходской церкви для многочисленной общины немцев-католиков, на деньги немецких моряков и купцов, началось в XII веке и было завершено в 1225 году. 27 июля того же года церковь была освящена во имя Святой Марии епископом Бернгтом Магнуссоном из Линчёпинга. Церковь представляла собой романскую базилику с апсидой, трансептом и западной башней.
Спустя годы церковь была увеличена в несколько раз, построены хоры и две восточные башни, после этого церковь в ходе ремонтных работ еще неоднократно перестраивалась. После Реформации, в 1572 году церковь Святой Марии получила статус кафедрального собора. С 2003 года Кафедральный собор Висбю является также кафедральным собором Церкви Швеции за рубежом.
В одной из башен TeliaSonera имеет встроенную базу станции для мобильной телефонии.

## Органы
Главный орган кафедрального собора изготовлен шведской органостроительной мастерской Åckerman & Lund и установлен в соборе в 1892 году. Хоровой орган, который также известен как Мариинский орган, новее и установлен в 1984.
- Главный орган
- Хоровой орган

Кроме того, в собственности собора имеются еще небольшие органы-позитивы и некоторые другие исторические музыкальные инструменты.